# Ron Dennis
Ronald Dennis OIB (n. 1 iunie 1947, Woking, Anglia, Regatul Unit) este un om de afaceri britanic și ambasador oficial al afacerilor britanice pentru Regatul Unit.
Este consultantul global pentru Minsheng Investment Corporation și, de asemenea, fost proprietar al Absolute Taste. Este cel mai cunoscut pentru fostul său rol de proprietar, președinte și fondator al McLaren Technology Group. Dennis a fost eliminat din funcțiile sale de conducere la McLaren în 2016, dar a rămas director al companiei și acționar de 25% din drepturi până în iunie 2017, când s-a încheiat asocierea sa de 37 de ani cu compania.